# Outi Alanko-Kahiluoto
Satu Outi Kristiina Alanko-Kahiluoto, född 14 juni 1966 i Uleåborg, är finländsk forskare, filosofie doktor och riksdagsledamot för Gröna riksdagsgruppen 2007–2023. Hon var forskare och lärare vid Helsingfors universitet 1993-2001. Hon var projektforskare vid Finlands Akademi 2001-2007. Hon är gift med Atro Kahiluoto och har två barn.

## Utmärkelser
- Krigsinvalidernas förtjänstkors,  augusti 2015[5]
- Riddartecknet av I klass av Finlands Vita Ros’ orden,  december 2015[5]

[Redigera Wikidata]